# Wahl zur Nordirland-Versammlung 2003
- SF: 24
- SDLP: 18
- Alliance: 6
- Unabh.: 1
- PUP: 1
- UUP: 27
- DUP: 30
- UKUP: 1

- SF: 3
- SDLP: 2
- UUP: 3
- DUP: 4

- Nationalisten: 42
- Andere: 6
- Unionisten: 60

Bei der Wahl zur Nordirland-Versammlung 2003 am 26. November 2003 wurde die Northern Ireland Assembly (Nordirland-Versammlung) neu gewählt. Die Wahl endete mit Zugewinnen der radikaleren Parteien, sowohl auf Seiten der Unionisten, als auch der irischen Republikaner.

## Hintergrund
Nach der Wahl der Nordirland-Versammlung 1998 war eine Koalitionsregierung unter Führung von David Trimble (UUP) gebildet worden. In der Folgezeit kam es jedoch zu Streitigkeiten insbesondere in Zusammenhang mit der vereinbarten Entwaffnung der IRA, so dass die nordirische Exekutive durch den damaligen Minister für Nordirland Peter Mandelson zeitweilig suspendiert und direct rule aus London verordnet wurde. Letztlich führten die Streitigkeiten um die IRA-Entwaffnung zum Rücktritt David Trimbles am 1. Juli 2001, dem Rücktritte weiterer UUP-Minister im Oktober 2001 folgten. Trimble wurde am 5. November 2001 erneut zum First Minister gewählt. Im Oktober 2002 kam es zu einem Eklat, der unter der Bezeichnung Stortmontgate bekannt wurde. Drei Mitglieder der Sinn Féin-Fraktion wurden unter dem Verdacht, einem Spionagering der Provisional Irish Republican Army anzugehören, verhaftet. Am 14. Oktober 2002 suspendierte der Minister für Nordirland John Reid daraufhin die Nordirland-Versammlung. Die Versammlung wurde offiziell am 28. April 2003, in Erwartung von Neuwahlen im Mai aufgelöst, der Wahltermin wurde jedoch durch den Minister für Nordirland auf November verschoben.

## Wahlrecht
Die Wahl erfolgte nach einem Präferenzwahlsystem (single transferable vote). In den 18 nordirischen Wahlkreisen für das Parlament in Westminster wurden jeweils 6 Abgeordnete gewählt. Das gesamte Parlament umfasste somit 108 Abgeordnete.

## Parteienspektrum
Die folgende Tabelle gibt einen groben Überblick über die politische Ausrichtung der größten Parteien. Das Parteienspektrum teilte sich ziemlich weitgehend entlang der Konfessionsgrenzen. Protestanten waren meist den unionistischen Parteien verbunden und Katholiken der republikanischen Seite.
| Partei                             | Kürzel   | Politische Richtung |
| ---------------------------------- | -------- | --- |
| Ulster Unionist Party              | UUP      | konservativ unionistisch |
| Social Democratic and Labour Party | SDLP     | republikanisch-sozialdemokratisch |
| Democratic Unionist Party          | DUP      | radikal unionistisch, lehnte ursprünglich das Karfreitagsabkommen ab                                                                       |
| Sinn Féin                          | SF       | politischer Arm der IRA, republikanisch |
| Alliance Party of Northern Ireland | Alliance | liberal, ursprünglich unionistisch, später zunehmend "neutral"                                                                             |
| Northern Ireland Unionist Party    | NIUP     | unionistisch-konservativ, lehnte das Karfreitagsabkommen ab                                                                                |
| UK Unionist Party                  | UKUP     | radikal-unionistisch, lehnte Karfreitagsabkommen und Selbstverwaltung Nordirlands ab                                                       |
| Progressive Unionist Party         | PUP      | Unionismus, politischer Arm der Ulster Volunteer Force, sozialpolitisch eher im Mitte-Links-Spektrum, befürwortete das Karfreitagsabkommen |

## Ergebnisse
Die folgende Tabelle zeigt die Wahlergebnisse. Die Stimmenangaben in der Tabelle entsprechen den Stimmen erster Präferenz. Die Wahlbeteiligung betrug 63,05 % und lag damit deutlich niedriger als bei der letzten Wahl 1998 (damals 70,0 %).

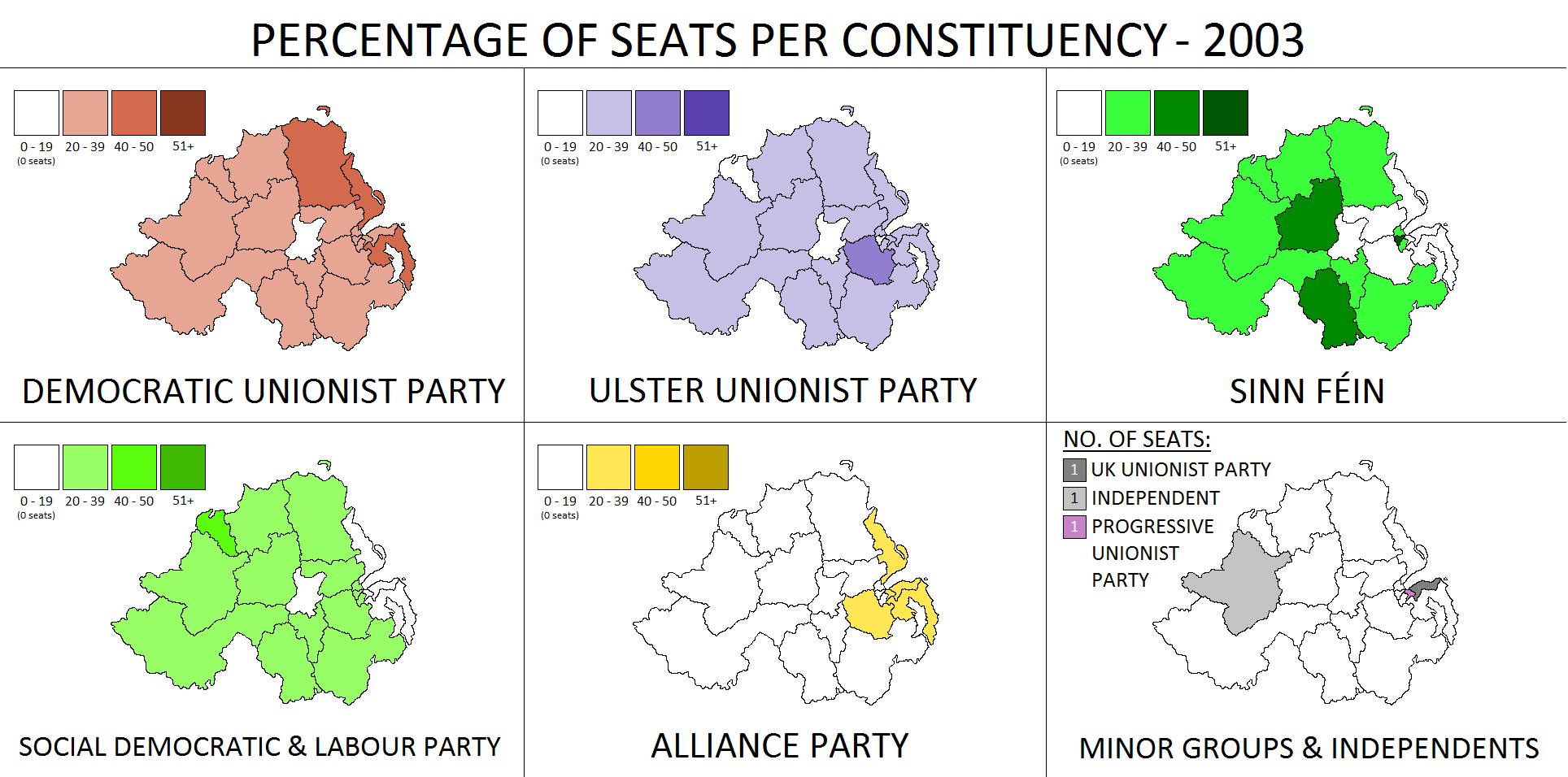
Prozentsatz der gewonnenen Mandate nach Parteien in den 18. Wahlkreisen von Nordirland

| Partei                             | Stimmen | Stimmen (in %) | Sitze | Sitze (in %) |
| ---------------------------------- | ------- | -------------- | ----- | ------------ |
| Democratic Unionist Party          | 177.944 | 25,7 %         | 30    | 27,8 %       |
| Sinn Féin                          | 162.758 | 23,5 %         | 24    | 22,2 %       |
| Ulster Unionist Party              | 156.931 | 22,7 %         | 27    | 25,0 %       |
| Social Democratic and Labour Party | 117.547 | 17,0 %         | 18    | 16,7 %       |
| Alliance Party of Northern Ireland | 25.372  | 3,7 %          | 6     | 5,6 %        |
| Unabhängige Kandidaten             | 19.328  | 2,8 %          | 1     | 0,9 %        |
| Progressive Unionist Party         | 8.032   | 1,2 %          | 1     | 0,9 %        |
| Northern Ireland Women’s Coalition | 5.785   | 0,8 %          | 0     |              |
| UK Unionist Party                  | 5.700   | 0,8 %          | 1     | 0,9 %        |
| United Unionist Coalition          | 2.705   | 0,4 %          | 0     |              |
| Green Party in Northern Ireland    | 2.688   | 0,4 %          | 0     |              |
| Socialist Environmental Alliance   | 2.394   | 0,3 %          | 0     |              |
| Conservative Party in Nordirland   | 1.604   | 0,2 %          | 0     |              |
| Workers’ Party of Ireland          | 1.407   | 0,2 %          | 0     |              |
| Northern Ireland Unionist Party    | 1.350   | 0,2 %          | 0     |              |
| Socialist Party                    | 343     | 0,0 %          | 0     |              |
| Vote For Yourself                  | 124     | 0,0 %          | 0     |              |
| Ulster Third Way                   | 16      | 0,0 %          | 0     |              |
| Gesamt                             | 692.028 | 100,0 %        | 108   | 100,00 %     |

## Bewertung des Wahlergebnisses
Hauptsächlicher Wahlgewinner war die Democratic Unionist Party (DUP), die mit 25,7 % der Stimmen und 30 Mandaten zur stärksten unionistischen Partei aufstieg. An zweiter Position folgte die irisch republikanische Sinn Féin, ebenfalls mit deutlichen Stimmengewinnen. Die Ulster Unionist Party (UUP), die bisher stärkste Partei im unionistisch-protestantischen Lager gewesen war, kam nur auf den dritten Platz und die gemäßigt republikanisch-katholische SDLP verlor deutlich an Stimmen und Mandaten.
Der UUP-Führer David Trimble warnte in einer ersten Reaktion, dass die DUP ihre Versprechungen von einem besseren Abkommen als dem Karfreitagsabkommen nicht erfüllen könne. Die liberale Alliance erlitt deutliche Stimmenverluste. Eine Überraschung war der Wahlsieg des unabhängigen Kandidaten Dr. Kieran Deeny im Wahlkreis West Tyrone. Deenys einziges Wahlziel war die Erhaltung des von der Schließung bedrohten Tyrone County Hospitals.
Unionistische Parteien gewannen 59 der 108 Sitze, irisch-republikanische Parteien (Sinn Féin und SDLP) gewannen 42, in dieser Frage weitgehend neutrale Parteien (Alliance, Dr. Deeny) gewannen 7. Kurz nach der Wahl wechselten drei unter Parteibanner der UUP gewählte Abgeordnete (Jeffrey Donaldson, Arlene Foster und Norah Beare) ins Lager der DUP; ein DUP-Abgeordneter schied aus der Partei aus und agierte künftig als Unabhängiger. Da sich die DUP weigerte, Sinn Féin ohne weitere Garantien eine Teilhabe an der politischen Machtausübung zuzugestehen, blieb die Nordirland-Versammlung auch nach der Wahl 2003 suspendiert. In diesem Zustand verblieb sie über die ganze Legislaturperiode bis zum 7. Mai 2007, an dem Neuwahlen erfolgten. Ab Januar 2004 fanden erneute Gespräche zwischen den Parteien über die Ausgestaltung des Karfreitagsabkommens statt.